# 李素 (宣德進士)
李素（1412年—？），字尚文，山西平陽府解州安邑縣人，明朝政治人物。進士出身。

## 生平
山西鄉試第二十五名。宣德五年（1430年）丁丑科會試第三十六名，殿試登進士第三甲第四十三名。

## 家族
曾祖父李鈞恕。祖父李彥深。父亲李仲麟。